# امپراتور اینگیو
امپراتور اینگیو (انگلیسی: 允恭天皇، Ingyō-tennō) نوزدهمین امپراتور ژاپن بود.